# 75e cérémonie des New York Film Critics Circle Awards
La 75e cérémonie des New York Film Critics Circle Awards, décernés par le New York Film Critics Circle, a eu lieu le 14 décembre 2009, et a récompensé les films réalisés dans l'année.

## Palmarès
- Meilleur film : 
  - Démineurs (The Hurt Locker)
- Meilleur réalisateur :
  - Kathryn Bigelow pour Démineurs (The Hurt Locker)
- Meilleur acteur :
  - George Clooney pour le rôle de Ryan Bingham dans In the Air (Up in the Air) et de Mr. Fox dans Fantastic Mr. Fox
- Meilleure actrice :
  - Meryl Streep pour le rôle de Julia Child dans Julie et Julia (Julie and Julia)
- Meilleur acteur dans un second rôle :
  - Christoph Waltz pour le rôle du colonel Hans Landa dans Inglourious Basterds
- Meilleure actrice dans un second rôle :
  - Mo'Nique pour le rôle de Mary Lee Johnston dans Precious (Precious: Based on the Novel "Push" by Sapphire)
- Meilleur premier film :
  - Steve McQueen pour Hunger
- Meilleur scénario :
  - In the Loop – Armando Iannucci, Jesse Armstrong, Simon Blackwell et Tony Roche
- Meilleure photographie :
  - Le Ruban blanc (Die Weiße Band) – Christian Berger
- Meilleur film en langue étrangère :
  - L'Heure d'été •  France
- Meilleur film d'animation :
  - Fantastic Mr. Fox
- Meilleur documentaire :
  - Of Time and the City
- Special Award :
  - Andrew Sarris